# Daimler 250 V8

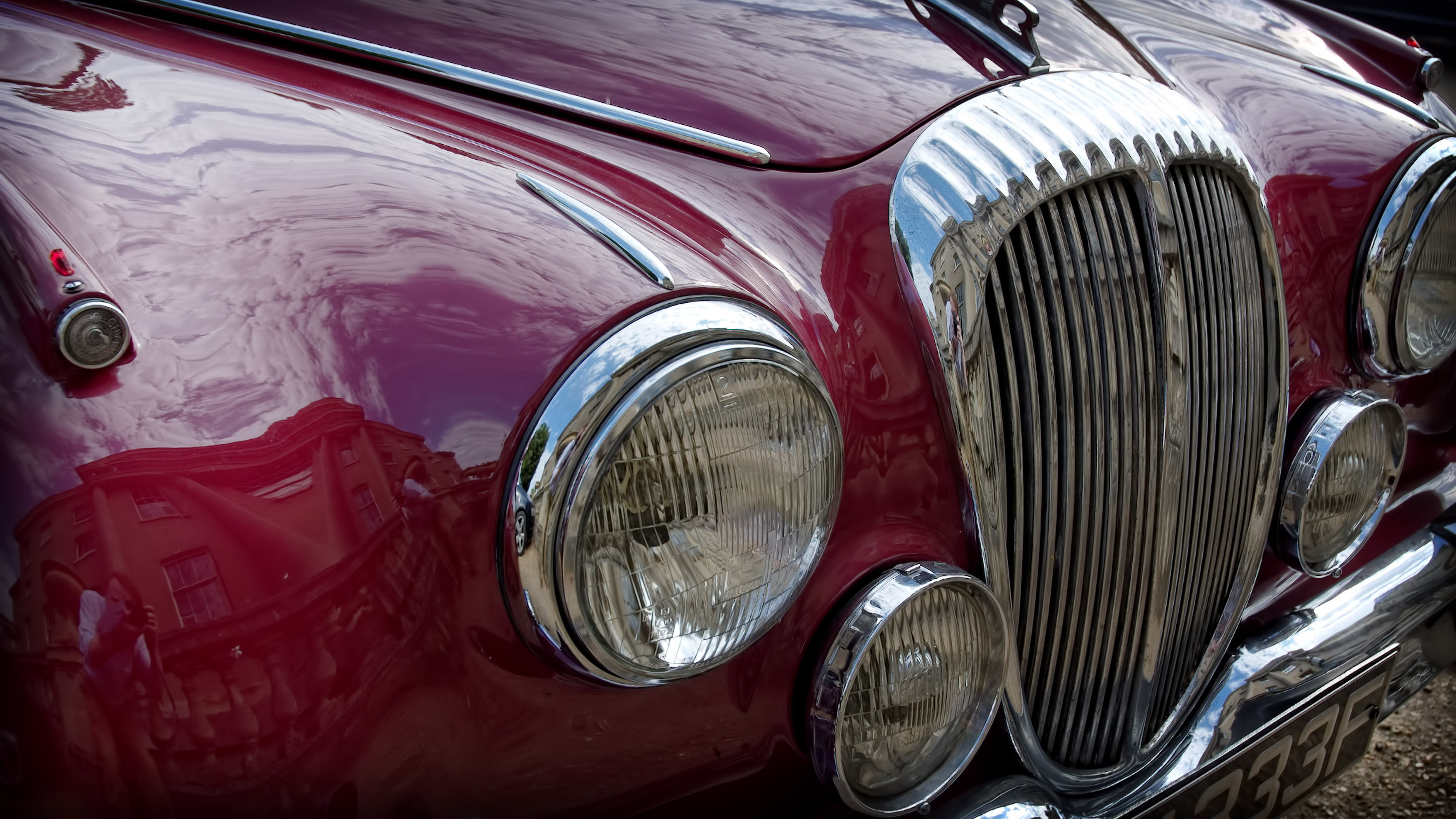
Kühlergrill des Daimler 250 V8

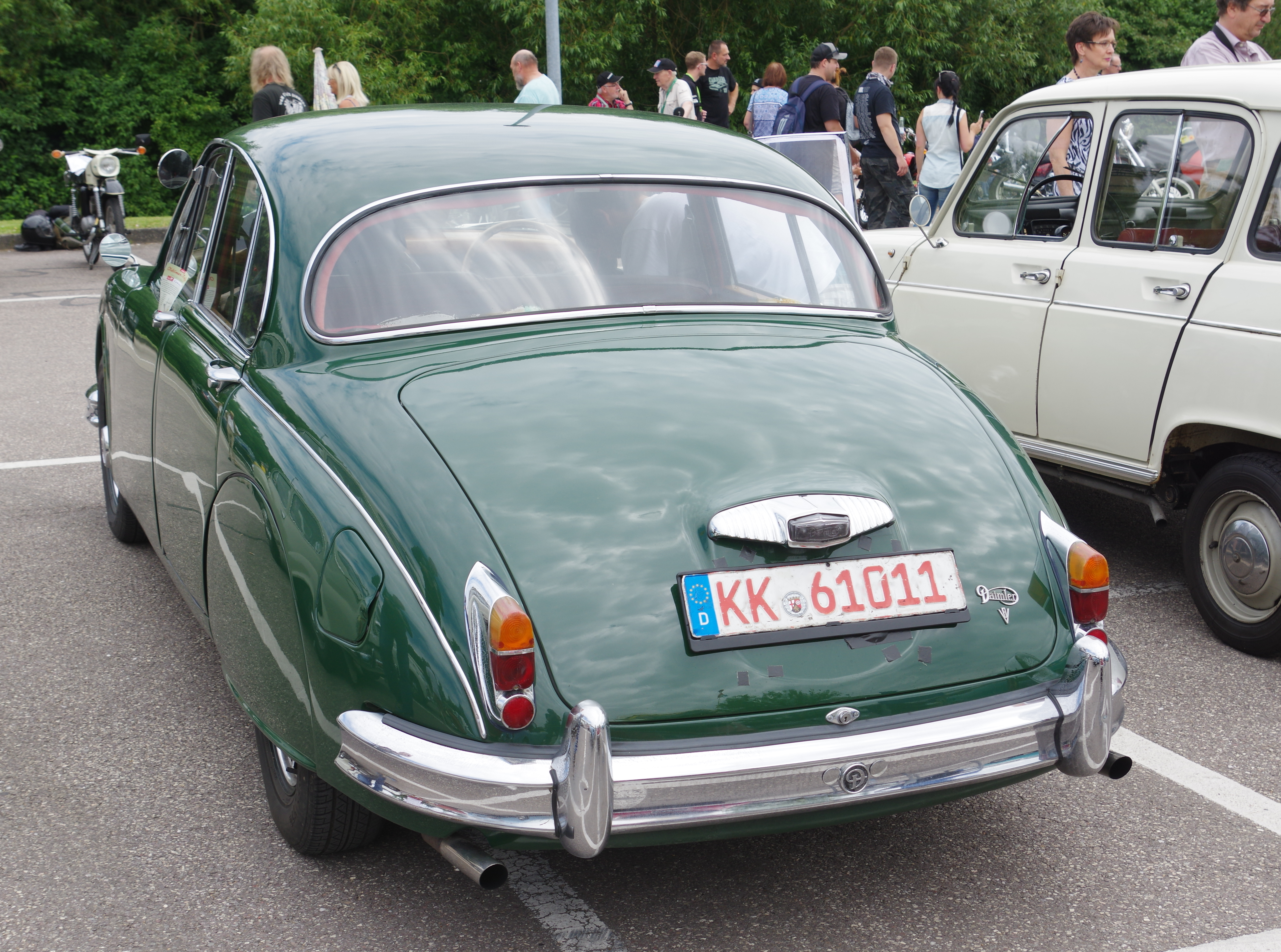
Heckansicht

Der Daimler 250 V8 war eine viertürige Limousine des britischen Kraftfahrzeugherstellers Daimler, die zwischen Oktober 1962 und Mitte 1969 gebaut wurde.
Äußerlich handelt es sich um eine Variante des Jaguar Mark 2, von dem die Karosserie stammte. Geändert wurden der Motor und ein paar optische Details. Der Kühlergrill und der Kofferraumgriff bekamen die für Daimlerkarosserien typische muschelförmige Wellenform („fluted grille“). Außerdem war der Innenraum hochwertiger ausgestattet.
Der V8-Motor mit 2548 cm³/140 bhp und die automatische Kraftübertragung stammten aus dem Sportwagen SP 250. Das Fahrzeug erreichte eine Höchstgeschwindigkeit von knapp 180 km/h. Ab Herbst 1967 hieß das Modell Daimler V8-250 und erhielt, ähnlich wie der Jaguar Mark 2, schmalere Stoßstangen. Es entstanden 12.999 bzw. 4885 Exemplare.
| Daimler                          | V8 250                                                                                                   |
| -------------------------------- | --- |
| Motor:                           | 8-Zylinder-V-Motor (Viertakt), Gabelwinkel 90°                                                           |
| Hubraum:                         | 2548 cm³                                                                                                 |
| Bohrung × Hub:                   | 76,2 × 69,85 mm                                                                                          |
| Leistung bei 1/min:              | 104 kW (142 SAE-PS) bei 5800                                                                             |
| Max. Drehmoment bei 1/min:       | 210 Nm bei 3000                                                                                          |
| Verdichtung:                     | 8,2:1 |
| Gemischaufbereitung:             | 2 Querstromvergaser SU HD6                                                                               |
| Ventilsteuerung:                 | Zentrale Nockenwelle, Antrieb über Kette                                                                 |
| Kühlung:                         | Wasserkühlung                                                                                            |
| Getriebe:                        | Vollsynchronisiertes 4-Gang-Getriebe a.W. dreistufiges Borg-Warner 35 Automatikgetriebe Hinterradantrieb |
| Radaufhängung vorn:              | Dreiecklenker, Schraubenfedern, Stabilisator                                                             |
| Radaufhängung hinten:            | Starrachse, Längslenker, Panhardstab, halbelliptische Blattfedern                                        |
| Bremsen:                         | Dunlop-Scheibenbremsen rundum (Durchmesser v/h 28/28,9 cm), Servo                                        |
| Lenkung:                         | Kugelumlauflenkung, a.W. Servo                                                                           |
| Karosserie:                      | Stahlblech, selbsttragend                                                                                |
| Spurweite vorn/hinten:           | 1400/1360 mm                                                                                             |
| Radstand:                        | 2730 mm                                                                                                  |
| Abmessungen:                     | 4590 × 1695 × 1460 mm                                                                                    |
| Leergewicht:                     | 1430 kg                                                                                                  |
| Höchstgeschwindigkeit (Werk):    | 175 km/h                                                                                                 |
| 0–100 km/h (Werk):               | 13,3 s                                                                                                   |
| Verbrauch (Liter/100 Kilometer): | ca. 12–15                                                                                                |
| Preis:                           | SFr. 21.600 (1969)                                                                                       |